# Jean Worms (résistant)
Pour les articles homonymes, voir Jean Worms.
Jean Worms, né le 1er février 1909 à Paris 9e et mort le 29 mars 1945 à Flossenbürg, fut, pendant la Seconde Guerre mondiale, un Résistant français, successivement membre de réseaux de renseignements à Paris (1940-1942) et chef d’un réseau action pour le Special Operations Executive section F (1943). Après cinq mois d’activités de ce réseau (JUGGLER), il est arrêté par les Allemands et son réseau est démantelé. Déporté, Jean Worms est exécuté en camp de concentration.
Jean Worms est le frère de l’écrivain Roger Stéphane.

## Biographie

### Synthèse
Dès 1940, Jean Worms s’associe avec Jacques Weil dans un réseau de renseignements que celui-ci avait entrepris de monter à Paris via certains de ses contacts personnels et professionnels (2e bureau, Famille-Patrie, Suisse, etc.), au profit de l’Intelligence Service. Courant 1942, en danger d’être arrêté, Jean Worms part dans le Midi et y travaille quelque temps dans des réseaux action SOE-F déjà implantés (avec Virginia Hall, Francis Basin, Peter Churchill, etc.). Le 1er octobre 1942, il part en Angleterre (felouque de Saint-Raphaël à Gibraltar, puis avion jusqu’en Angleterre), y est recruté par le SOE section F (promu lieutenant, il suit l'entraînement d’agent secret dans les Special Training Schools) et il est envoyé en mission en France (parachutage dans la nuit du 22/23 janvier 1943) pour y organiser un nouveau réseau (JUGGLER) dans la région de Châlons-sur-Marne. Il retrouve Jacques Weil et développe le réseau avec lui, en liaison également avec l’équipe de Prosper (Francis Suttill, Gilbert Norman, Andrée Borrel, etc.). Après cinq mois d’activité (parachutages d’armes, sabotages, etc.), il est arrêté à Paris le 1er juillet 1943. Déporté au camp de Flossenbürg, il y est exécuté le 29 mars 1945.

### Chronologie
1909. Naissance le 1er février, à Paris 9e.
1940. Le 28 juin, soit six jours après la signature de l'Armistice, à une époque où la Résistance en est encore à ses balbutiements, il intègre le réseau de renseignements avec de Jacques Weil dont les informations sont acheminées vers l'Angleterre par la Suisse  et participe à différents réseaux de renseignements à Paris.
1941. En juin, il entre dans le réseau Famille-Martin.
1942.
- Il rencontre Virginia Hall. Arrivé à Cannes chez André Gillois, il lui annonce : « Mon père vient de ma flanquer à la porte parce que je faisais de la résistance. Je n'ai plus un franc. J'ai une femme et deux enfants. » Pour le dépanner, André Gillois fait appel à Francis Basin, et c'est ainsi que Jean Worms adhère au service britannique[2]. Il rencontre aussi Peter Churchill.
- Octobre. Il se rend en Angleterre par felouque via Gibraltar.
- Il suit la formation d'agent SOE.

1943.
- Mission en France. Sous le nom de guerre de « Robin », il vient établir un réseau nommé JUGGLER, qui animera des groupes de sabotage dans la région de Châlons-sur-Marne.

- 22 janvier. Il est parachuté « blind »[3] vers Vitry-aux-Loges, à l'est d'Orléans, en même temps qu'Henri Déricourt « Gilbert », qui vient pour une autre mission. Lorsqu'ils se quittent près de la gare d'où ils vont séparément prendre le train pour Paris, Henri Déricourt lui dit[4] : « Si tu as besoin de me retrouver, tu pourras toujours me laisser un message Chez Tutulle, un bistrot, 8, rue Troyon, à Paris. »
- Il complète la direction du réseau par Jacques Weil, un ami à lui de longue date qui devient son adjoint, et Sonia Olschanezky « Tania », la fiancée de Jacques Weil, comme courrier. En attendant l’arrivée de l’opérateur radio du réseau (Gaston Cohen « Justin » sera parachuté le 13 juin), les liaisons avec Londres sont assurées par les opérateurs radio d’autres réseaux.
- 27 juin. De nombreuses arrestations sont en cours : c’est l’effondrement du réseau Prosper-PHYSICIAN. Jean Worms propose à Londres de prendre la tête des restes du réseau. La demande est rejetée.
- 30 juin. Il participe à une réunion avec Gustave Biéler, Michael Trotobas, Marcel Fox, les Guerne et la comtesse de La Rochefoucauld pour discuter de mesures de sécurité à prendre après les arrestations. Aucune décision n’est prise.
- 1er juillet. Il est arrêté au restaurant Chez Tutulle[5], alors qu’il déjeune avec Armel Guerne. Jacques Weil, qui avait rendez-vous avec lui à 15 h pour discuter du projet de sabotage au jour J de la centrale téléphonique de Revigny (très utilisée par les Allemands pour leurs communications militaires), les voit partir menottés.
- Jacques Weil reparti en Suisse, c'est Sonia Olschanezky qui reprend la direction du réseau, mais sans l’aval de la section F à Londres.

1945. Ayant été déporté au camp de concentration de Flossenbürg, il est exécuté le 29 mars.

## Reconnaissance

### Distinctions
- Grande-Bretagne : Military Cross.
- France : Croix de guerre avec Palme ; Médaille de la Résistance.

### Monuments
- En tant que l’un des 104 agents de la section F du SOE morts pour la France, Jean Worms est honoré au mémorial de Valençay, Indre, France.
- Brookwood Memorial, Surrey, panneau 21, colonne 1.
- Musée du camp de Flossenbürg : une plaque, inaugurée le 22 juillet 2007, rend hommage à Jean Worms parmi quinze agents du SOE exécutés.

## Identités
- État civil : Jean Eugène Worms
- Comme agent du SOE :
  - Nom de guerre (field name) : « Robin » (également utilisé par Jacques Weil).
  - Nom de code opérationnel SOE : JUGGLER (en français JONGLEUR)
  - Identité de couverture : Jean Warrens.
  - Enregistrement SOE : Jean de Verrieux.
  - Pseudo indiqué par Peter Churchill et Odette Sansom[6] : Baptiste[7]

Parcours militaire : SOE, section F, General List ; grade : Lieutenant ; matricule : no 260903

## Famille
- Ses parents : Pierre et Marcelle Worms, Paris, France.
- Sa femme : Simone Worms, née Ricciardi en 1905, Kensington, Londres.
- Son frère : Roger Worms, connu comme écrivain sous le nom de Roger Stéphane.
- Ses enfants (3) : Michel, né le 6 juillet 1932 ; Jean-Pierre, né le 16 juillet 1934 ; Jean-Manuel, né le 2 janvier 1943.

### Sources et liens externes
- Fiche deVerieux, Jean (alias de Jean Worms) sur le site du Special Forces Roll of Honour.
- Archives
  - Dossier personnel de Jean Worms aux National Archives britanniques à Kew, cote HS 9/1621/4.
  - Dossier personnel de France Antelme aux National Archives britanniques à Kew.
  - Dossier personnel de Jean Worms aux archives du SHD, à Vincennes, cote GR 16 P 604266
  - Dossier du réseau Robin aux archives du SHD, à Vincennes, cote GR 17 P 43
- Le Mémorial de la section F, Gerry Holdsworth Special Forces Charitable Trust, 1992
- Michael R. D. Foot, Des Anglais dans la Résistance. Le Service Secret Britannique d'Action (SOE) en France 1940-1944, annot. Jean-Louis Crémieux-Brilhac, Tallandier, 2008,  (ISBN 978-2-84734-329-8). Traduction en français par Rachel Bouyssou de (en) SOE in France. An account of the Work of the British Special Operations Executive in France, 1940-1944, London, Her Majesty's Stationery Office, 1966, 1968 ; Whitehall History Publishing, in association with Frank Cass, 2004. Ce livre présente la version officielle britannique de l’histoire du SOE en France.
- John Vader (trad. Charles Le Brun), Nous n'avons pas joué : l'effondrement du réseau Prosper 1943, Lectoure (Gers), le Capucin, 2002, 357 p. (ISBN 978-2-913493-41-4, OCLC 401485342, lire en ligne)
- Charles Wighton, Le Saboteur, traduit en français par Jacques Kohlmann, collection « La Guerre secrète », Fayard, 1959. Ce récit, qui présente la biographie de Jacques Weil sous forme romancée, est le plus souvent considéré comme peu fiable sur de nombreux points.
- Jean Lartéguy et Bob Maloubier, Triple jeu : l'espion Déricourt, Paris, R. Laffont, 1992, 337 p. (ISBN 978-2-221-06836-6, OCLC 29548783).
- André Gillois, Histoire secrète des Français à Londres de 1940 à 1944, Hachette, 1973. Jean Worms est évoqué p. 127.
- (fr) Peter Churchill, Missions secrètes en France 1941-1943, Presses de la Cité, 1967. Ce livre est la traduction par R. Jouan de (en) Duel of Wits, 1953. Texte en ligne. Dans cet ouvrage, Jean Worms est Porthos, évoqué à la fin du chapitre V et aux chapitres VI et VII.
- Jerrard Tickell, Odette agent S.23, préface de Pierre H. Clostermann, coll. Audace n° 1, Nicholson & Watson, 1949, tr. en français par Alain Glatigny de (en) Odette: The Story of a British Agent, Nicholson & Watson, 1949 ; Chapman & Hall, 1950, Bath, Chivers, 1984. Il s'agit d'une biographie d'Odette Sansom, jugée « partiellement exacte » par Michael R. D. Foot.
- (en) Lt. Col. E.G. Boxshall, Chronology of SOE operations with the resistance in France during world war II, 1960, document dactylographié (exemplaire en provenance de la bibliothèque de Pearl Witherington-Cornioley, consultable à la bibliothèque de Valençay). Voir sheet 52, JUGGLER CIRCUIT.
- Henri Noguères, Marcel Degliame-Fouchè et Jean-Louis Viguier, Histoire de la Résistance en France, de 1940 à 1945, t. 1 : La première année, Paris, R. Laffont, 1967, 510 p. (ISBN 978-2-221-00141-7, OCLC 612003187).